# Metrosideros macropus
Metrosideros macropus är en myrtenväxtart som beskrevs av William Jackson Hooker och George Arnott Walker Arnott. Metrosideros macropus ingår i släktet Metrosideros och familjen myrtenväxter. Inga underarter finns listade i Catalogue of Life.

## Bildgalleri

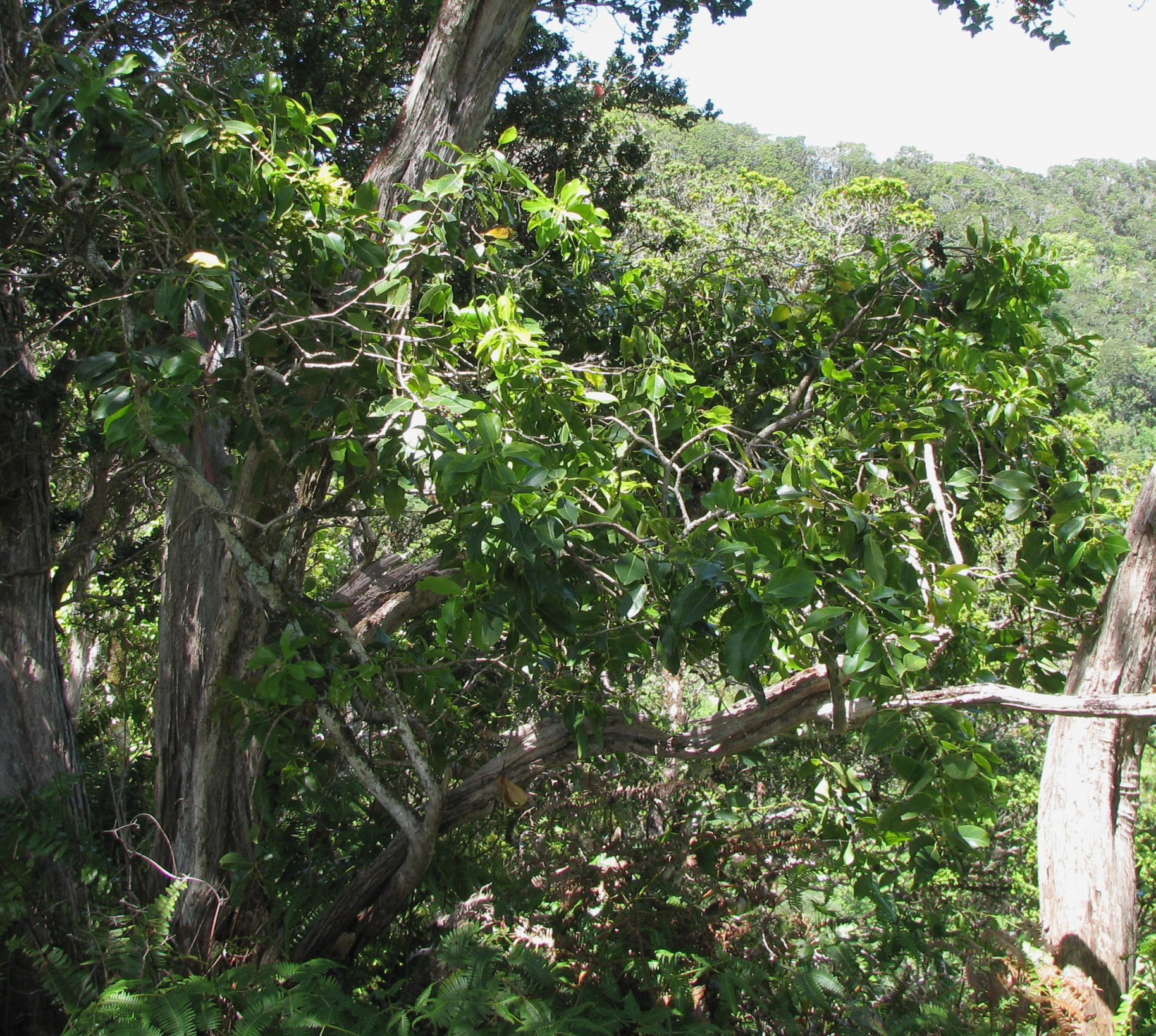
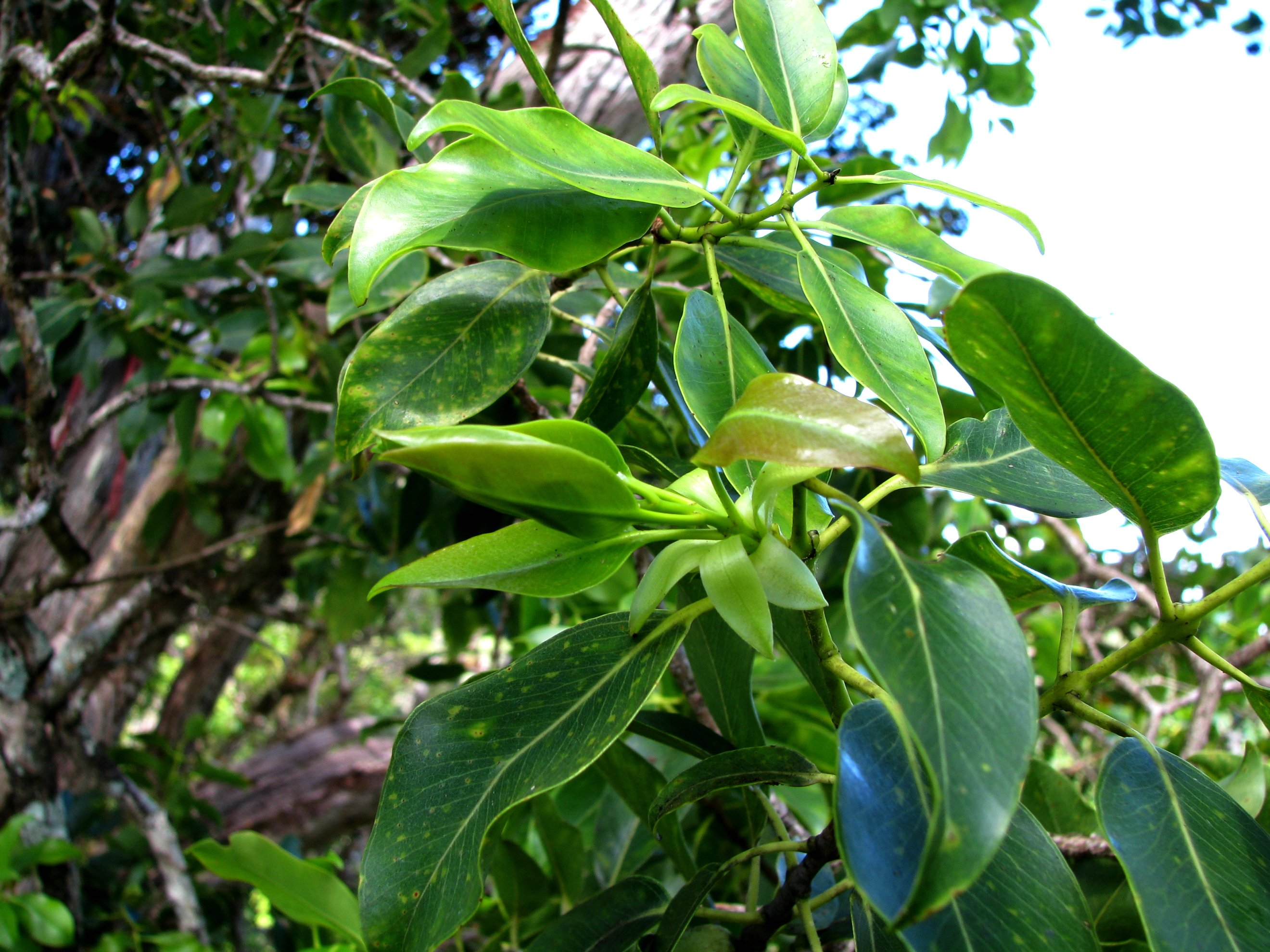
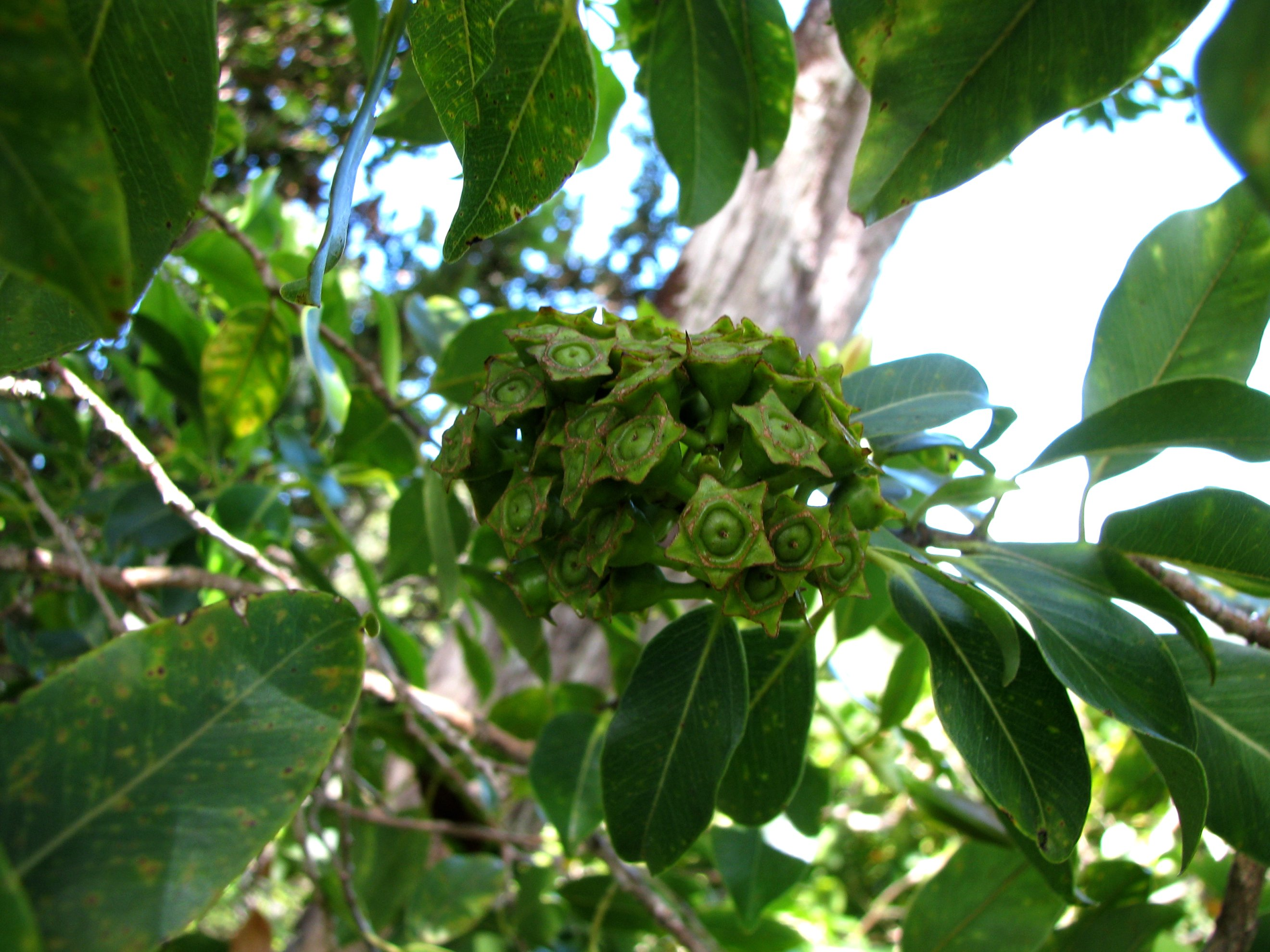
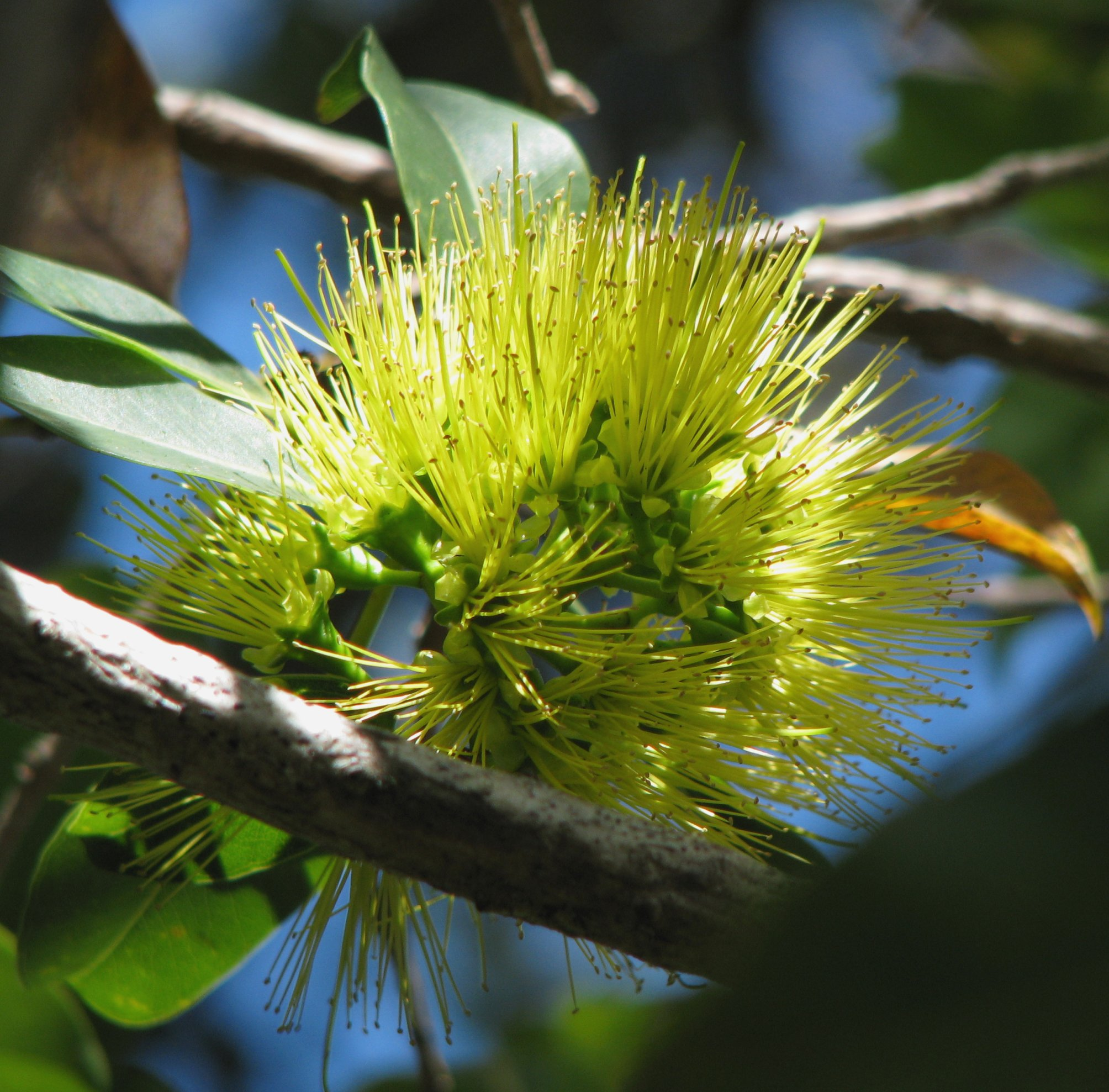